# Wilsons Promontory

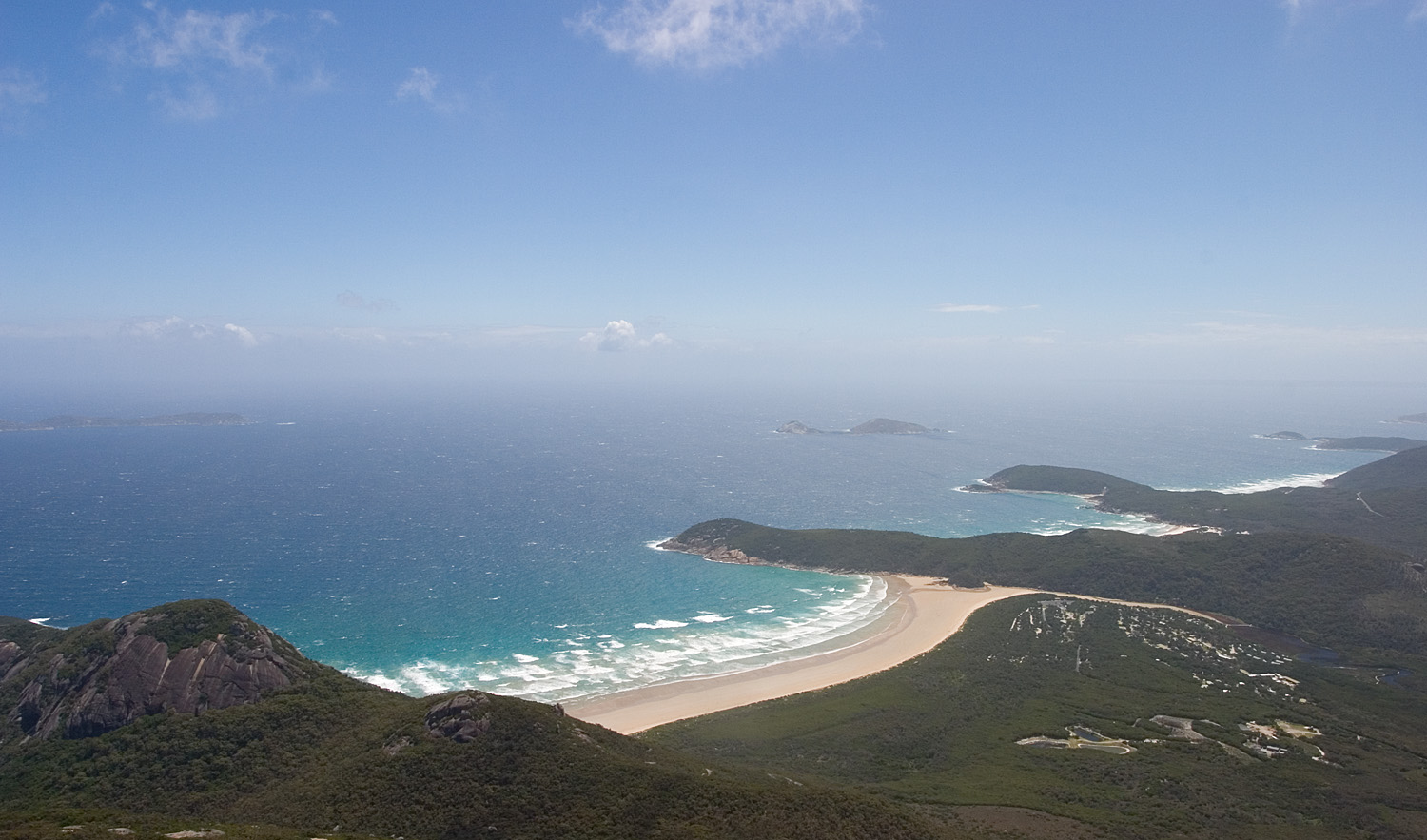
Tidal River widziane ze szczytu Mount Oberon

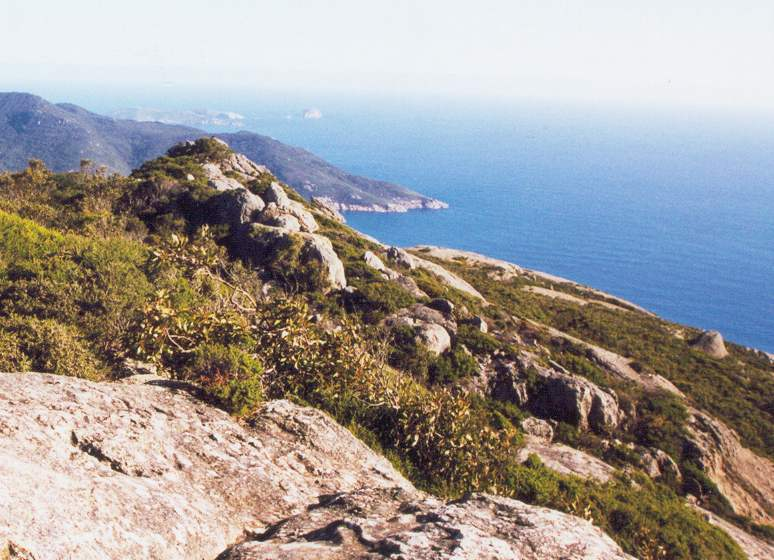
Widok z Mount Oberon na południe

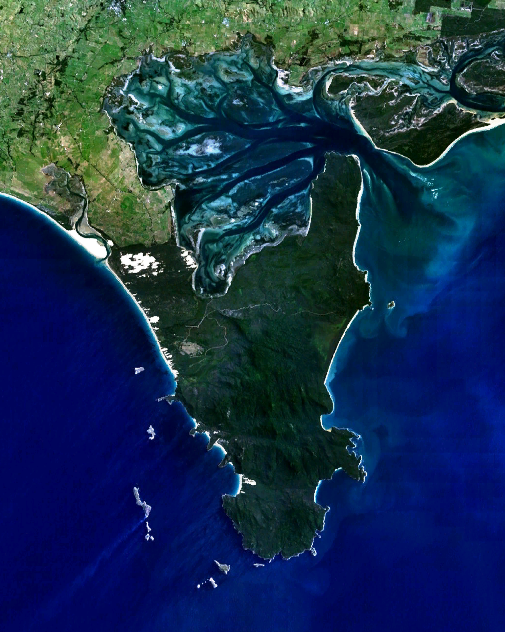
obraz z Landsat 7

Wilsons Promontory (lub Wilson’s Promontory lub The Prom) – półwysep w stanie Wiktoria (Australia) będący najbardziej na południe wysuniętą częścią lądu Australii (współrzędne 39°02′S 146°23′E/-39,033333 146,383333), położony ok. 200 km na południowy wschód od Melbourne. Cały teren półwyspu jest parkiem narodowym.
Pierwszym Europejczykiem, który dotarł na Wilsons Promontory był George Bass w styczniu 1798. Początkowo nazwał to miejsce w swoim dzienniku Ziemią Furneaux myślac, że jest to miejsce wcześniej odwiedzone przez kapitana Furneaux. Jednak po powrocie do Port Jackson i konsultacji z Matthew Flindersem przekonał się, że jest to inne miejsce. Bass i Flinders zaproponowali nazwę Wilson’s Promontory na cześć przyjaciela Flindersa z Londynu Thomasa Wilsona.
Półwysep jest parkiem narodowym od 1898 roku i jest największym dzikim obszarem wybrzeża w stanie Wiktoria. Jedyną ludzką osadą na terenie parku jest Tidal River, położone około 30 km na południe od granicy parku i będące centrum turystycznym.
W 2005 roku przypadkowo podczas planowego wypalania lasu pożar wymknął się spod kontroli i doszło do spalenia ok. 70 km² parku, doprowadzając do konieczności ewakuacji biwakujących .